# Kaschagan
Koordinaten: 46° 10′ 0″ N, 51° 35′ 0″ O
Kaschagan (kasachisch Қашаған, russisch Кашаган) ist ein Ölfeld in Kasachstan.

## Geografie

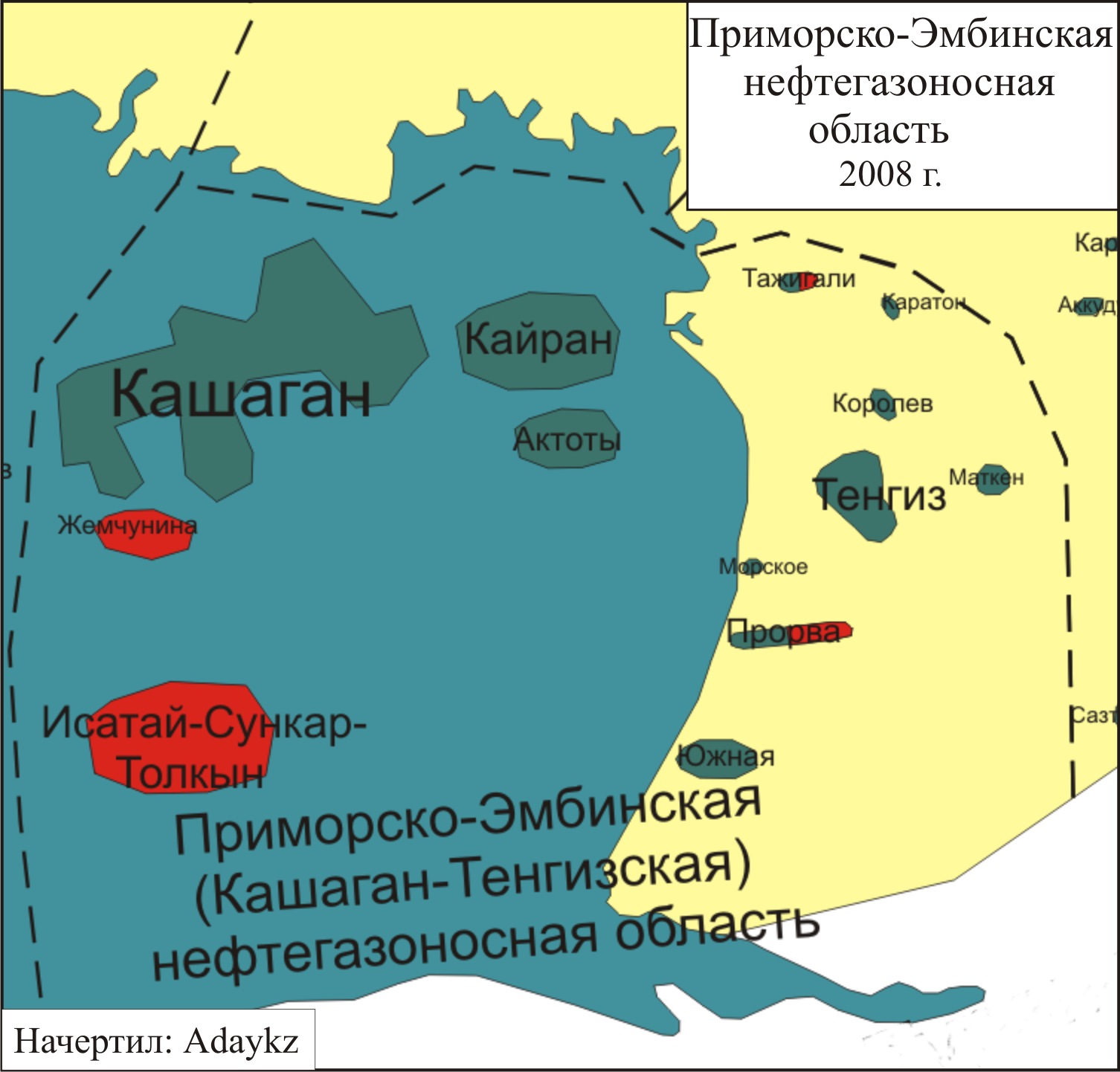
Lage der Öl- und Gasfelder Kaschagan („Кашаган“, im Kaspischen Meer) und Tengiz („Тенгиз“, an Land).

Das Erdöl-Vorkommen des Kaschagan-Ölfelds – eine der letzten großen Entdeckungen der vergangenen Jahrzehnte – soll 9–16 Milliarden Barrel förderbares Öl enthalten (zum Vergleich: 2011 importierten die USA 3,261 Milliarden Barrel Rohöl bzw. 4,198 Milliarden Barrel Rohöl sowie Ölprodukte). Seine Erschließung stellt eine große finanzielle und technische Herausforderung dar, da es offshore in klimatisch rauer (5 Monate zugefrorener Teil des Kaspischen Meeres) und ökologisch prekärer Umgebung (u. a. Laichgrund des Beluga-Störs) sowie in einer politisch instabilen Region liegt.

## Geschichte
Das Feld liegt im nördlichen Kaspischen Meer nahe der  Stadt Atyrau. Es wurde im Jahr 2000 entdeckt. Das Feld wird von der italienischen Firma Eni entwickelt. Neben der Eni, die zunächst 18,52 % Anteile hielt, waren noch die Shell, Total und ExxonMobil mit ebenfalls 18,52 %, ConocoPhillips mit 9,26 %, KazMunayGas mit 8,33 % und INPEX mit 8,33 % beteiligt.
Die Erschließungskosten stiegen aus diesen Gründen immens von zunächst geplanten 57 auf inzwischen 136 Milliarden US-Dollar. Im Sommer 2007 wurde die Erschließung für mehrere Wochen gestoppt, nachdem der  kasachische Umweltminister Nurlan Iskakow angegeben hatte, dass entsprechende Umweltauflagen und Zollvorschriften nicht erfüllt worden seien. Der Produktionsbeginn wurde von Eni zwischenzeitlich auf Ende 2012 verschoben, während kasachische Funktionäre 2013 oder 2014 für wahrscheinlicher hielten. 2014 stand fest, dass vor 2016 kein Öl gefördert werden kann. Ursprünglich war der Förderbeginn für 2005 geplant.
Für Mitte Januar 2008 lud der kasachische Präsident Nursultan Nasarbajew die sechs beteiligten ausländischen Ölkonzerne zu einem Gespräch ein, bei dem es um ein Neuverhandeln der Gewinnbeteiligung Kasachstans als Entschädigung für den hinausgeschobenen Förderbeginn gehen sollte. Mit ein Grund dürfte der stark gestiegene Ölpreis gewesen sein, der bei Vertragsabschluss bei 20 Dollar lag und bis Ende 2007 auf über 90 Dollar angestiegen ist. Zudem kann auf „internationale Vorbilder“ (wie Russland und Venezuela) verwiesen werden.
Am 14. Januar 2008 teilte der kasachische Energieminister Sauat Myngbajew über die Nachrichtenagentur Interfax mit, der staatliche Ölkonzern Kasachstans werde seinen Anteil auf 16,81 % verdoppeln, während die ausländischen Partner entsprechende Anteile abgäben. Somit kämen alle Teilhaber auf jeweils 16,81 %. Im Gegenzug müssen die Kasachen an ihre ausländischen Partner ab 2011 insgesamt 1,2 Milliarden Euro bezahlen – ein Verhandlungsergebnis, dem schließlich alle Partnerunternehmen einschließlich Exxon zugestimmt hatten.
Am 7. September 2013 wurde bekannt, dass die Volksrepublik China für fünf Milliarden US-Dollar einen Anteil von 8 Prozent am Ölfeld erworben hat. Entsprechende Verträge zwischen der China National Petroleum Corporation (CNPC) und QasMunaiGas wurden in Astana unterzeichnet. Die Reserven des Ölfeldes werden auf rund 38 Milliarden Barrel (je 159 Liter) geschätzt.
Es wurden 12 Millionen Tonnen Erdöl zwischen Januar und November 2018 produziert. Dies lag 21 Prozent über den Erwartungen und übertraf damit knapp die Förderung aus dem Gasfeld Karatschaganak, welches jedoch auch extrem große Mengen Gaskondensat und Erdöl enthält. Dort wurden 11,1 Millionen Tonnen im selben Zeitraum produziert.
Während jedoch Tengiz auch 2018 eindeutig das effektivste Feld mit 25,9 Millionen Tonnen für das gesamte Jahr blieb, fast ein Drittel der gesamten Kasachischen Ölförderung 2018. Zum Vergleich lagen die kasachischen Ölexporte zwischen Januar und November 2018 bei 66 Millionen Tonnen.
Die OPEC+ welcher Kasachstan angehört entschied sich in Folge der COVID-19-Pandemie Kürzungen bei der Förderung von zunächst 9,7 Millionen Barrel täglich umzusetzen. Der Anteil Kasachstans bei dieser 1. Kürzungsphase lag bei 390.000 Barrel täglich. Die Kürzungen werden dann je nach Marktlage schrittweise zurückgenommen, jedoch werden sie bis mind. ins Jahr 2021 anhalten.
Die Erdölproduktion in Kaschagan von Januar bis August 2020 war vergleichsweise hoch mit 10,4 Millionen Tonnen, in Karatschaganak wurden 8,2 Millionen Tonnen und in Tengiz 18,2 Millionen Tonnen Erdöl produziert. Die Produktion stieg bis 2024 auf 17,4 Millionen Tonnen, während 17,8 Millionen Tonnen für das Jahr 2025 angestrebt werden.